# Božena Mačingová
Božena Mačingová, właściwie Etela Božena Čonková, pseudonimy: Teta Božena, Teta Betka, Božena Bourová-Mačingová  (ur. 2 czerwca 1922 w Koszycach zm. 23 listopada 2017 tamże) – słowacka pisarka, autorka książek dla dzieci i młodzieży, słuchowisk i programów radiowych. 

## Biografia
Etela Božena Mačingová urodziła się w Koszycach. Jej ojciec był typografem i pracował w drukarni. W latach 1933-1937 uczyła się w Koszycach. W latach 1937–1938 pracowała jako urzędniczka w kancelarii adwokackiej. W czasie II wojny światowej, po zajęciu południowej Słowacji przez Węgry, mieszkała w Preszowie, a następnie w Wielkim Szaryszu, gdzie wyszła za mąż i urodziła syna. W 1950 r. wróciła do Koszyc i do 1952 r. pracowała jako urzędniczka. Od 1952 r. pracowała w Czechosłowackim Radiu w Koszycach jako redaktor w rozgłośni młodzieżowej, następnie jako dramaturg i kierownik działu redakcji literacko-dramatycznej. Przez krótki czas pracowała w radiu w Bratysławie. Ze względu na rodzinę i małoletnie dzieci wróciła do rodzinnego miasta i zatrudniła się w redakcji wiadomości i publicystyki Radia Koszyce. Po reaktywacji redakcji literacko-dramatycznej w Koszycach pracowała tam aż do przejścia na emeryturę w 1982 r.  Była aktywną działaczką Stowarzyszenia Pisarzy Słowackich i członkinią Czechosłowackiego (od 1954 r.), później Słowackiego Związku Dziennikarzy. Zmarła 23 listopada 2017 r. w Koszycach.

## Kariera literacka
Mieszkając w Veľkým Šarišu, zaczęła pisać wiersze i felietony. Zadebiutowała książkami dla najmłodszych czytelników: Nezbednosti mravčeka Štipka (1947) i Lapajove dobrodružstvá (1947). Po nich wydała książki z opowiadaniami Opička Kuk a medzi ľuďmi a zvieratami (1948), Gaštanko a Gaštaník (1948) i Príhody Ježka Pichliačika a iné rozprávky (1949). Napisała powieści dla dzieci  Bosí hrdinovia (1949, pod pseudonimem Božena Bourová-Mačingová) i Plechové srdiečka (1953).  W 1962 r. wydała książkę Danuška o dziewięcioletniej dziewczynce, która zmagała się z rozwodem rodziców. Książka odniosła sukces i doczekała się kilku wydań. Również w 1962 r. wydała zbiór opowiadań  Najkrajší dar: Príbehy spod Dargova. W 1968 r. wydała powieść Taký veľký deň. W 1983 r. wydała, zawierającą na autobiograficzne wątki, Betka a Veterné mesto. W 1989 r. opublikowała książkę Barborka a jej babka Robotka w której poruszyła kwestę osiągnięć nauki w relacjach dziadków i wnuków. W 2000 r. ukazała się książka, My spod Vrabčej skaly, opowiadająca o życiu dzieci w sierocińcu. Posługiwała się pseudonimami: Teta Božena, Božena Bourová-Mačingová i Teta Betka. 

## Nagrody i wyróżnienia
- Nagroda w ogólnokrajowym konkursie Radia Czechosłowackiego w Pradze za słuchowisko Čarovný lampáš (1949)[1]
- Nagroda za książkę Plechové srdiečka[1]
- Nagroda Miasta Koszyce (1996)[4]
- Honorowe obywatelstwo miasta Wielki Szarysz (1998)[4]

## Wybrane dzieła
Literatura dla dzieci i młodzieży:
- 1947: Šibalstvá mravčeka Štipka
- 1947: Lapajove dobrodružstvá
- 1948: Kuk opička medzi ľuďmi
- 1948: Gaštanko a Gaštaník
- 1949: Príhody ježka Pichliačika
- 1949: Bosí hrdinovia
- 1953: Plechové srdiečka
- 1962: Najkrajší dar. Príbehy spod Dargova
- 1962: Danuška
- 1968: Taký veľký deň
- 1983: Betka a Veterné mesto
- 1989: Barborka a jej babka Robotka
- 2000: My spod Vrabčej skaly

Scenariusze radiowe i telewizyjne:
- 1949: Čarovný lampáš
- 1960: Redaktorka
- 1969: Život nie je rieka
- 1972: Cesta do neba
- 1973: Španielčina
- 1976: Mamutie metly
- 1976: Ježko Pichliačik
- 1978: Gaštanko a Gaštaník